# Liste der Monuments historiques in Aire-sur-la-Lys
Die Liste der Monuments historiques in Aire-sur-la-Lys führt die Monuments historiques in der französischen Gemeinde Aire-sur-la-Lys auf.

## Liste der Bauwerke
| Bezeichnung                                     | Beschreibung | Standort                                                      | Kennzeichnung | Schutzstatus | Datum     | Bild |
| ----------------------------------------------- | ------------ | ------------------------------------------------------------- | ------------- | ------------ | --------- | ---- |
| Abtei Saint-Augustin-de-Clarques                |              | 24, rue du Général-Leclerc (Lage)                             | PA00107933    | Inscrit      | 1947      |      |
| Bailliage                                       |              | (Lage)                                                        | PA00107934    | Classé       | 1886      |      |
| Bastion von Beaulieu                            |              | La Fourche (Lage)                                             | PA00108456    | Inscrit      | 1990      |      |
| Ehemalige Brasserie-malterie de la Lys          |              | 3, rue des Alliés (Lage)                                      | PA62000031    | Inscrit      | 1999      |      |
| Kasernen Taix und Listenois                     |              | 1, rue des Alliés Rue des Tanneurs (Lage)                     | PA62000049    | Inscrit      | 2002      |      |
| Kapelle Beaudelle                               |              | Place du Rivage Quai du Rivage (Lage)                         | PA62000051    | Inscrit      | 2003      |      |
| Collège                                         |              | Rue de Saint-Omer Place Saint-Pierre Rue des Clemences (Lage) | PA00107935    | Inscrit      | 1946      |      |
| Stiftskirche St-Pierre                          |              | (Lage)                                                        | PA00107937    | Classé       | 1862      |      |
| Kirche St-Jacques-le-Majeur-St-Ignace           |              | (Lage)                                                        | PA00107936    | Classé       | 1942      |      |
| Kirche St-Quentin                               |              | (Lage)                                                        | PA00107938    | Classé       | 1989      |      |
| Befestigungsanlagen                             |              | 50, route d’Hazebrouck (Lage)                                 | PA00108457    | Inscrit      | 1990      |      |
| Ehemaliges Hospital Saint-Jean-Baptiste         |              | Rue de Saint-Omer (Lage)                                      | PA00107939    | Inscrit      | 1946 1947 |      |
| Ehemaliges Hôtel du Gouverneur                  |              | 22, rue du Général-Leclerc (Lage)                             | PA00107940    | Inscrit      | 1947      |      |
| Hôtel d’Orgeville                               |              | 50, rue de Saint-Omer (Lage)                                  | PA00107941    | Inscrit      | 1948      |      |
| Hôtel de Ville und Beffroi                      |              | (Lage)                                                        | PA00107942    | Classé       | 1947      |      |
| Gebäude                                         |              | 2, rue du Bourg (Lage)                                        | PA00107946    | Inscrit      | 1948      |      |
| Gebäude                                         |              | 4, rue du Bourg (Lage)                                        | PA00107947    | Inscrit      | 1948      |      |
| Haus                                            |              | 2, rue d’Arras (Lage)                                         | PA00107945    | Inscrit      | 1948      |      |
| Haus                                            |              | 7, rue de Saint-Omer (Lage)                                   | PA00107948    | Inscrit      | 1948      |      |
| Haus                                            |              | 28, rue de Saint-Omer (Lage)                                  | PA00107949    | Inscrit      | 1948      |      |
| Haus                                            |              | 31, rue de Saint-Omer (Lage)                                  | PA00107950    | Inscrit      | 1948      |      |
| Maison des Dévotaires                           |              | 18, rue Saint-Pierre (Lage)                                   | PA00107943    | Inscrit      | 1946      |      |
| Ehemalige Porte d'Arras und Porte de Saint-Omer |              | (Lage)                                                        | PA00107944    | Inscrit      | 1942      |      |

## Liste der Objekte

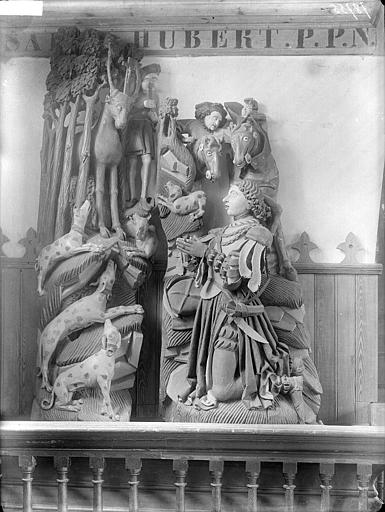
Relief Vision des heiligen Hubertus in Rincq

- Monuments historiques (Objekte) in Aire-sur-la-Lys in der Base Palissy des französischen Kultusministeriums

Siehe auch: Vision des heiligen Hubertus (Rincq)